# Hyalonema uncinata
Hyalonema uncinata är en svampdjursart som beskrevs av Konstantin R. Tabachnick och Claude Lévi 2000. Hyalonema uncinata ingår i släktet Hyalonema och familjen Hyalonematidae. Inga underarter finns listade i Catalogue of Life.